# Kommende Saint-Jean (Sélestat)

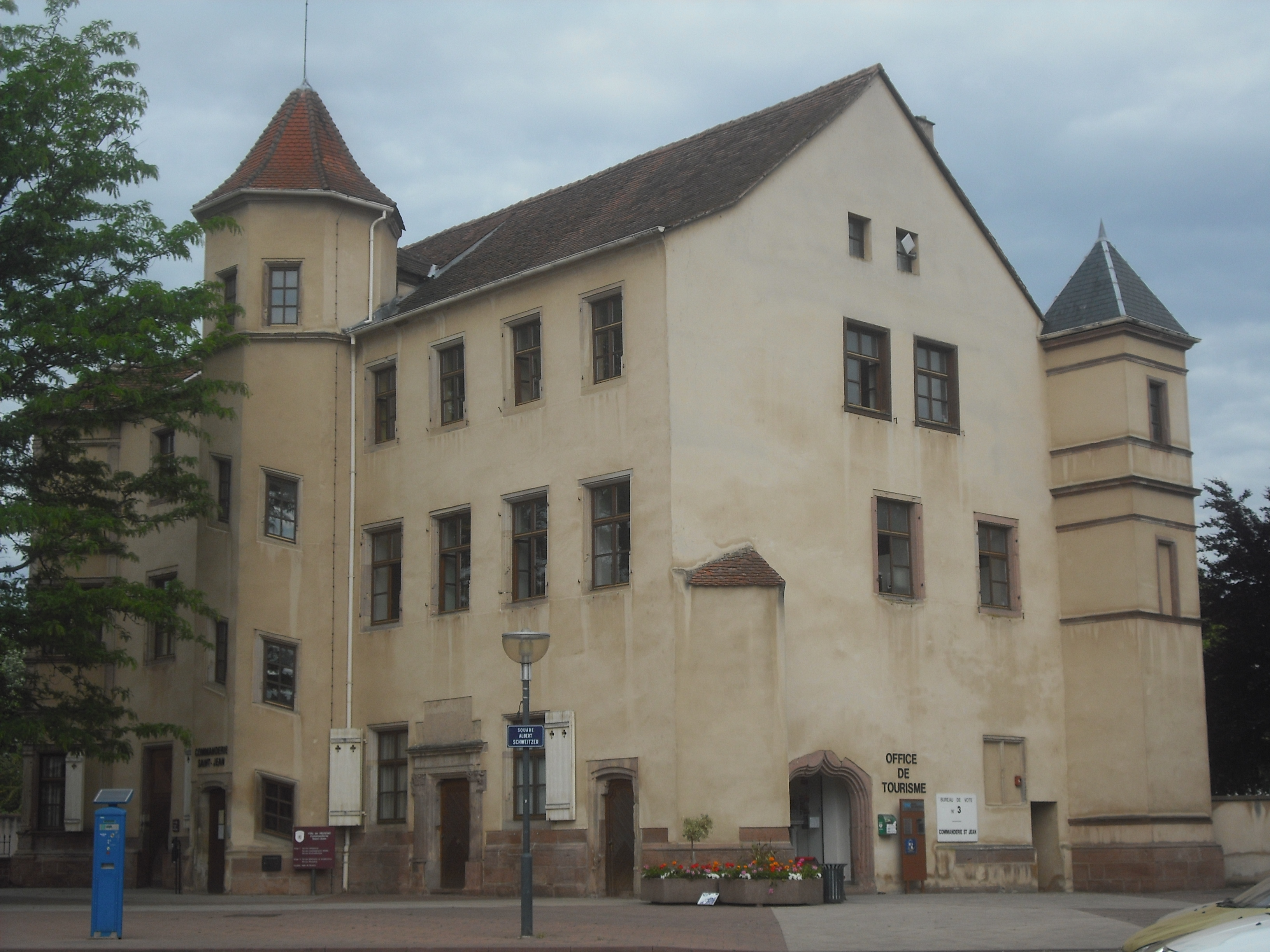
Kommende Saint-Jean in Schlettstadt

Die Kommende Saint-Jean in Schlettstadt, einer französischen Stadt im Département Bas-Rhin in der Region Elsass, wurde um 1560 errichtet. Die ehemalige Kommende an der Nr. 10 boulevard du Maréchal Leclerc ist seit 1931 als Monument historique klassifiziert.

## Geschichte
Die Kommende des Johanniterordens in Schlettstadt wurde 1265 gegründet. Im Jahr 1399 wurde sie als Priorat der Kommende in Straßburg untergeordnet. In den 1560er Jahren wurde an der Stelle des Vorgängerbaus ein größeres Gebäude errichtet, das vom Architekten Michael Sindelin entworfen wurde. Dieser stürzte 1562 während der Bauarbeiten von einem Gerüst und starb drei Tage später an seinen Verletzungen.
Während des Dreißigjährigen Kriegs wurde 1632 die Anlage von den Schweden stark beschädigt. Nach Kriegsende im Jahr 1648 wurde ein Teil des Geländes zur Anlage einer Straße und zur Verstärkung der Stadtbefestigung verwendet.
Von 1806 bis 1910 wurde das Gebäude als kommunale Schule genutzt und in dieser Zeit fanden mehrere Umbauten statt. Heute befindet sich in dem Bau ein Teil der Stadtverwaltung.